# Esteve Malet
Esteve Malet (mort a Roma, Itàlia, el 1356) va ser un bisbe.
Se'n desconeixen els seus orígens, i alguna font apareix esmentat com Esteve d'Omells. Va ser bisbe de Tortosa entre el 21 de març de 1351, data en què va prendre possessió del càrrec, i fins a la seva mort, que va tenir lloc a Roma l'any 1356. Abans d'assumir la mitra tortosina, havia estat bisbe d'Elna entre 1350 i fins a la data de proclamació a Tortosa. Entre les constitucions que decretà destaca una de creació del registre documental de la Seu, que comportava la redacció de còpies per a la conservació, i el seu emmagatzematge a la sacristia o a l'arxiu de la Catedral.